# 貫頭衣
貫頭衣と袈裟衣 | 原始人の見聞
【歴史のささやき】弥生女性は超ミニだった！？ - 産経ニュース
貫頭衣（かんとうい）とは衣服の分類のひとつ。

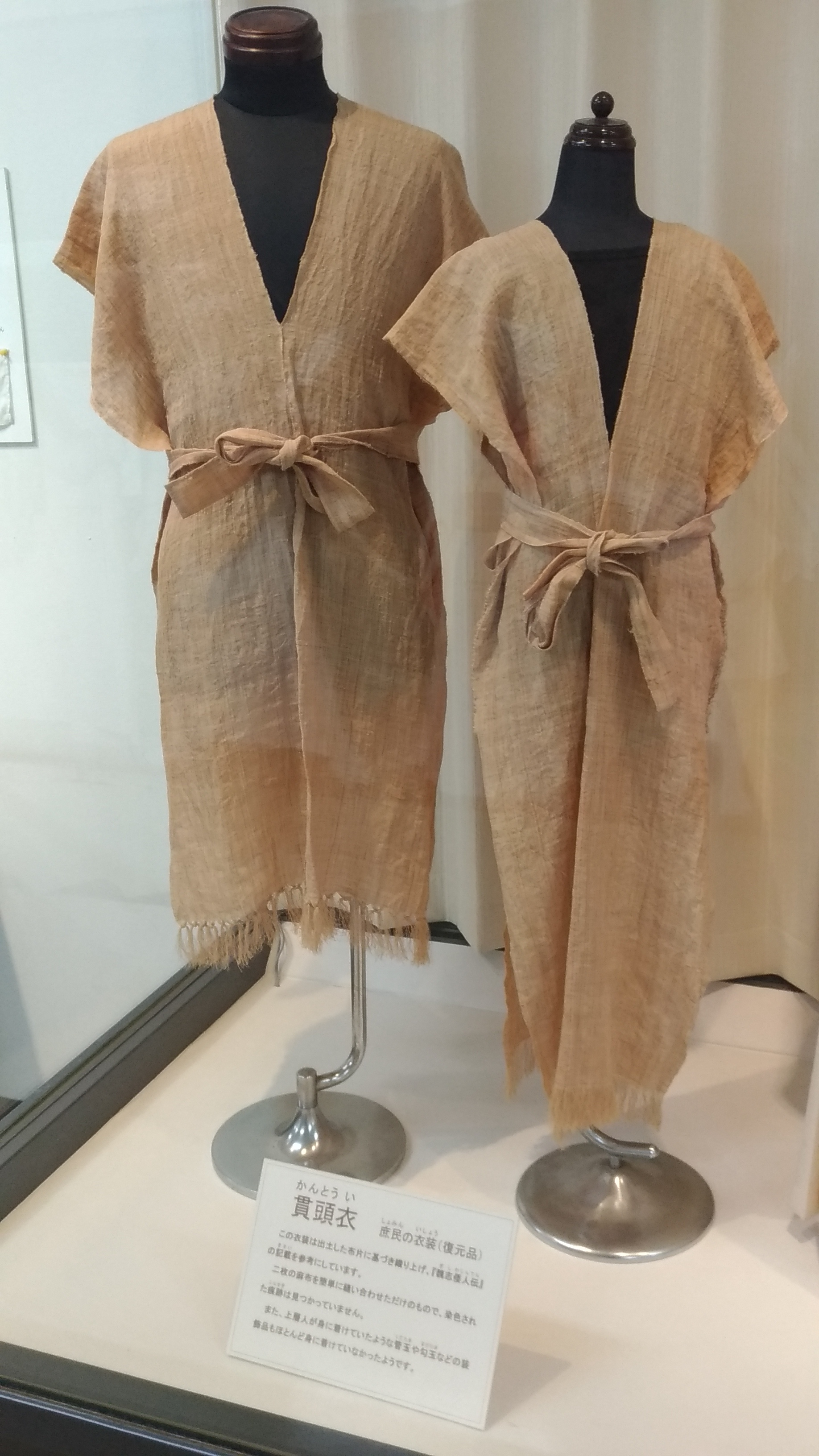
貫頭衣（複製）

中央に穿たれた穴から頭を出して着るごく単純な構成の衣装である。着脱は容易であるが被覆性に劣るため、多くの場合外套として用いられる。皮革、樹皮衣、フェルトなどに向くが、頭を通す穴からのほつれがある織物、編み物などには基本的には不向き。
腕を通す穴を残して脇を縫ったものを筒型衣と呼び、代表的なものには古代ギリシャのチュニックなどが挙げられる。南米の民族衣装、台湾の北部山地先住民の方衣、日本の千早などが代表例。

## 歴史
『三国志』「魏書」東夷伝中の倭人条（魏志倭人伝）より、3世紀末の日本の民衆は貫頭衣を着用していたとされている。これは、ポンチョのように一枚の布を二つ折りにし中央に頭を通す穴を穿ったものと解釈されていたが、最近の説では布を前二枚、後二枚の計四枚縫い合わせて腕を出す穴のみ縫い残した身二幅の衣装だったのではないかとされている。当時の織機で織ることができる布の幅は織り手の腰の幅（おおよそ30cm前後）までで、体の側面は完全に覆うことが難しい。また、布に穴をあけると、そこから解れができて長期の使用に耐えないというのが主な理由である。少なくとも平安時代以降の千早と、台湾の方衣は身二幅である。
多くの牧畜文化圏では穴の縁の処理をしなくてもよいフェルトで作られる。
また、スペインでは異端審問に問われ異端とされた者が懲罰として着せられた服が貫頭衣と同様の形状をしていた。